# Dariusz Ciszewski
Dariusz Ciszewski (ur. 12 czerwca 1964 w Augustowie, zm. 16 grudnia 2021 w Białymstoku) – polski samorządowiec, menedżer, przedsiębiorca i działacz związkowy, w latach 1999–2002 wicemarszałek województwa podlaskiego.

## Życiorys
Ukończył studia z zarządzania i marketingu w Wyższej Szkole Finansów i Zarządzania w Białymstoku. Kształcił się też w zakresie politologii, nauk społecznych i zarządzania nieruchomościami, a także odbył szkolenia z funduszy unijnych. W młodości uprawiał także sport, był wielokrotnym medalistą mistrzostw Polski w skokach na nartach wodnych i rekordzistą Polski juniorów z 1983.
Od 1988 działał społecznie w NSZZ „Solidarność”. Był wiceszefem (1993–1995) i szefem (1995–1999) jej struktur w regionie „Pojezierze”, został też członkiem komisji krajowej i delegatem. Zaangażował się w działalność polityczną w ramach Akcji Wyborczej Solidarność, od 1998 do 2002 należał do rady krajowej Ruchu Społecznego AWS. W latach 1994–1998 zasiadał w radzie miejskiej Augustowa. W styczniu 1998 ubiegał się o fotel wojewody suwalskiego, ale wycofał swoją kandydaturę. W 1998 uzyskał mandat radnego sejmiku podlaskiego. 1 stycznia 1999 został wybrany wiceprzewodniczącym zarządu województwa podlaskiego (od 1 czerwca 2001 pod nazwą wicemarszałka). 30 listopada 2002 zakończył pełnienie funkcji w związku z upływem kadencji zarządu. W 2005 kandydował do Senatu w okręgu nr 23 z ramienia KWW Nowe Podlasie (zajął 10. miejsce na 17 kandydatów), a rok później do sejmiku z listy Platformy Obywatelskiej.
Później zajął się działalnością biznesową, był m.in. specjalistą ds. Centrum Innowacji i Transferu Technologii w Politechnice Białostockiej (2003–2005) i współwłaścicielem Centrum Doradztwa Biznesowego (2003–2006). Należał także do Naczelnej Rady Zatrudnienia, kierował Rady Nadzorczą Suwalskiej Specjalnej Strefy Ekonomicznej i był wiceszefem Podlaskiego Klubu Biznesu. Pełnił funkcję wiceprezesa stowarzyszenia „Integracja Europy”, prowadzącego Wyższą Szkołę Suwalsko-Mazurską im. Papieża Jana Pawła II w Suwałkach. Działał także w organizacjach sportowych, m.in. przez 3 miesiące będąc prezesem SSA Jagiellonii Wersal Podlaski (zmieniwszy jej nazwę na Jagiellonia Białystok) i Sparty Augustów. Od 2006 roku pozostawał szefem Komunalnego Przedsiębiorstwa Komunikacji Miejskiej w Białymstoku.
Został odznaczony Brązową Odznaką „Zasłużony dla Ochrony Przeciwpożarowej” (2009).

## Życie prywatne
Syn Jana i Ireny. Był żonaty, miał syna. Zachorował na stwardnienie rozsiane. W maju 2019 media błędnie podały informacje o jego śmierci. Zmarł 16 grudnia 2021 na skutek powikłań po chorobie COVID-19. Został pochowany na cmentarzu parafialnym w Augustowie.